# Streepstaartkolibrie
De streepstaartkolibrie (Eupherusa eximia) is een vogel uit de familie Trochilidae (kolibries).

## Verspreiding en leefgebied
Deze soort komt voor van zuidelijk Mexico tot westelijk Panama en telt drie ondersoorten:
- E. e. nelsoni: Veracruz en Oaxaca (zuidoostelijk Mexico).
- E. e. eximia: van centraal Chiapas (oostelijk Mexico) tot centraal Nicaragua.
- E. e. egregia: Costa Rica en westelijk Panama.